# 84ª Brigata di fanteria "Givati"
La Brigata di fanteria "Givati" (ebraico: חטיבת גבעתי) è una brigata di fanteria delle Forze di Difesa Israeliane. È stata formata nel dicembre 1948 per volontà di Shimon Avidan.
Ha partecipato alle operazioni Hahshon e Maccabei lungo la strada di Gerusalemme, sul fronte meridionale, contrapposta all'esercito egiziano.
Uno dei suoi battaglioni ha partecipato alla battaglia di Latrun.
Ha in seguito svolto un ruolo importante nella conquista del Negev, nell'ambito della cosiddetta Operazione Yoav, conquistando le zone di Hulikat, di Kawkaba e della giunzione che oggi è conosciuta come Giunzione di Givati.
Successivamente è stata disciolta, ma nel 1983 è stata ricostituita e attualmente è in linea.
I soldati della Brigata "Givati" sono contraddistinti dal basco di colore viola. Il simbolo della Brigata è la volpe, con un'allusione alle Volpi di Sansone, un'unità combattente nella guerra arabo-israeliana del 1948.

## Struttura
- 424º Battaglione di fanteria "Shaked"
- 432º Battaglione di fanteria "Tzabar"
- 435º Battaglione di fanteria "Rotem"
- 846º Battaglione truppe speciali "Volpi di Sansone"
  - Compagnia anticarro "Dikla"
  - Compagnia genio "Dolev"
  - Compagnia da ricognizione "Volpi di Sansone"
- Compagnia trasmissioni "Maor"